# Martin Hašek (1969)
Martin Hašek (* 11. října 1969, Pardubice, Československo) je bývalý fotbalový záložník a reprezentant České republiky a poté fotbalový trenér. Na klubové úrovni působil mimo Českou republiku v Rakousku a Rusku.
Od dubna 2017 do října 2019 byl hlavním trenérem A-týmu Bohemians Praha 1905. Od dubna do června 2023 trénoval FC Zbrojovka Brno.
Je nevlastním bratrem hokejisty Dominika Haška. Jeho synové Martin a Filip se také věnují fotbalu.

## Klubová kariéra
S profesionálním fotbalem začínal v Pardubicích, poté působil v Chebu a Slovanu Liberec. V létě roku 1997 jej koupil klub AC Sparta Praha, kde prožil několik velmi úspěšných sezón. Na podzim 2001 přestoupil do rakouské Austrie Vídeň, odkud po dvou letech odešel do Dynama Moskva pod vedením trenéra Jaroslava Hřebíka. V Dynamu působil pouze rok a po osmi letech se vrátil zpět do Liberce. V létě 2005 podepsal opět profesionální smlouvu se Spartou Praha, aktivní fotbalovou kariéru ukončil v roce 2007 v dresu Příbrami.

## Reprezentační kariéra
Za český národní tým debutoval 11. prosince 1996 na marockém turnaji Pohár Hassana II. proti Nigérii (výhra 2:1). V A-týmu České republiky odehrál v letech 1996–2001 celkem 14 utkání, gól nevstřelil.
Zápasy Martina Haška v A-mužstvu České republiky
| Rok    | Zápasy | Góly |
| ------ | ------ | ---- |
| 1996   | 2      | 0    |
| 1997   | 3      | 0    |
| 1998   | 0      | 0    |
| 1999   | 6      | 0    |
| 2000   | 0      | 0    |
| 2001   | 3      | 0    |
| Celkem | 14     | 0    |

### Trenérská kariéra
V sezóně Gambrinus ligy 2011/2012 se stává hlavním trenérem AC Sparta Praha, kam se přesunul z předchozího angažmá asistenta v tomto klubu. Sparta touto restrukturalizací přešla na anglický model vedení klubu a dosavadní trenér Jozef Chovanec se stal GSM (generální sportovní manažer). Po dlouhodobých neúspěších v evropských pohárech (zejména neúčast v hlavní soutěži Ligy mistrů) byl 5. prosince 2011 odvolán GSM Jozef Chovanec s téměř celým realizačním týmem, na místo GSM nastoupil Jaroslav Hřebík, který jej ponechal na místě hlavního trenéra. Později trénoval rezervní tým AC Sparta Praha a působil v týmu Posázavan Poříčí nad Sázavou.
Dne 23. 6. 2014 se stal hlavním trenérem druholigového týmu FK Pardubice, skončil 9. prosince 2014. Od 1. ledna 2016 byl hlavním koučem FC Graffin Vlašim. Od 5. dubna 2017 do října 2019 byl hlavním koučem Bohemians Praha 1905.V dubnu 2023 se stal hlavním trenérem klubu FC Zbrojovka Brno.